# Бердыж (стоянка)
Бердыж или Бердыжская стоянка (бел. Бердыж) — верхнепалеолитическая стоянка в Чечерском районе Гомельской области Беларуси. Бердыжская стоянка или Подлужье I находится в 3 км к югу от деревни Бердыж на реке Сож (приток Днепра) на южном склоне оврага, врезающегося в плато первой надпойменной террасы. Исследовалась К. М. Поликарповичем и С. Н. Замятниным в 1926—1929 и 1938—1939 годах, В. Д. Будько в 1959—1961 годах.

## Описание
На стоянке Бердыж в 0,3 км к югу от деревни Подлужье когда-то находилось круглогодичное поселение. Открыты два или три жилища верхнепалеолитических людей. Они достигали в поперечнике 5—6 метров и имели овальную форму Возраст жилищ — около 23 тысяч лет, что моложе находящейся юго-западнее на Припяти стоянки Юровичи у деревни Юровичи (26 тыс. лет).

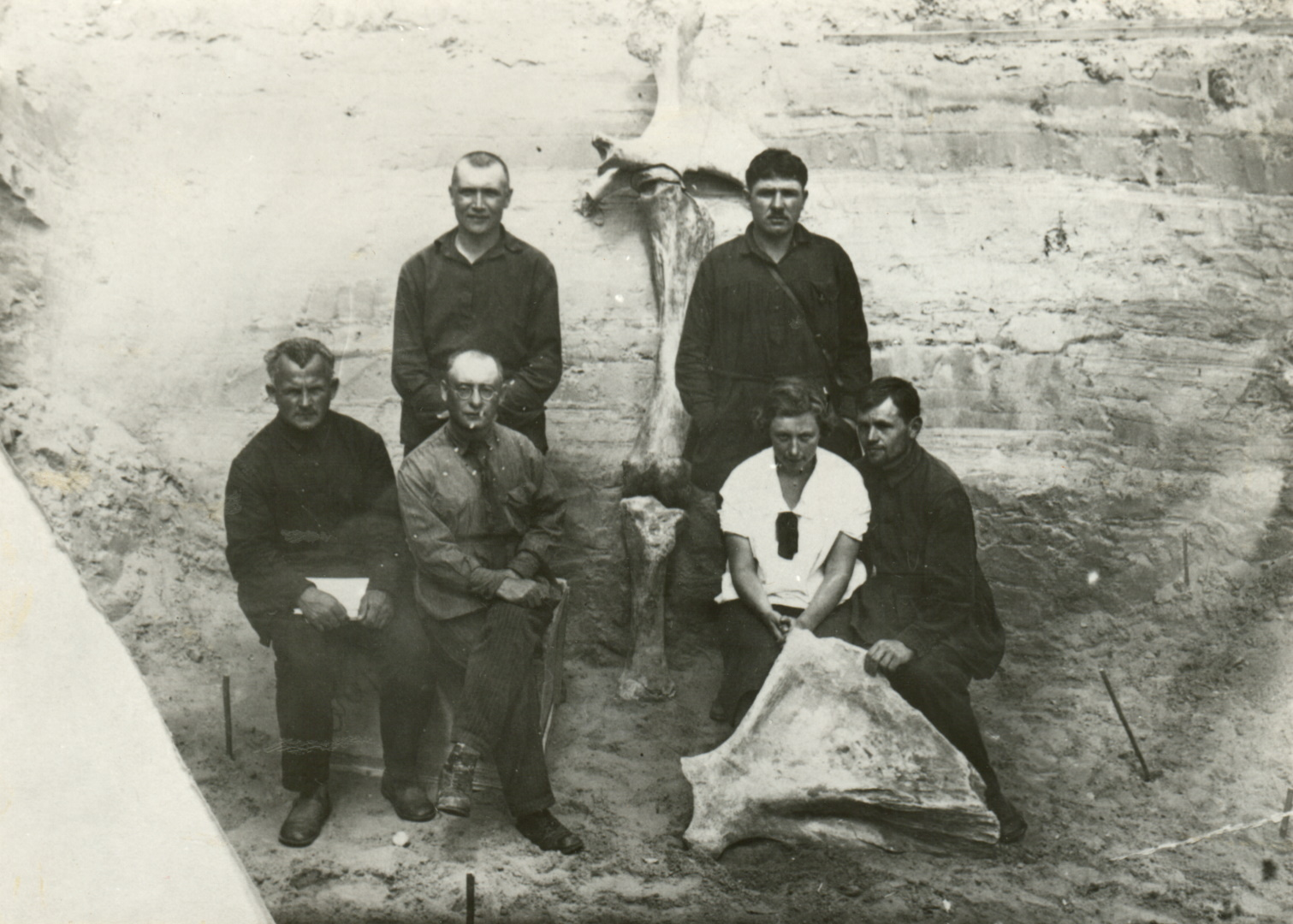
Раскопки палеотической стоянки Бердыж. 1928. Слева направо: Константин Поликарпович, Сергей Дубинский, Ина Ритор (Александра Сакович), стоят: Александр Коваленя, Александр Лявданский. Музей истории НАН Беларуси

Кроме стоянки Бердыж к раннеосташковскому времени (26000—23000 лет назад) в центре Русской равнины относятся стоянки: Пушкари 1, Хотылёво 2 основной слой, Октябрьское 2 слой 2, Костёнки 1 слой 2 и слой 3, Костёнки 8 слой 1 и слой 1-а, Костёнки 11 слой 3, Костёнки 7, Юровичи, Радомьшль, Погон. Найдено большое количество костей животных — 1800 костей мамонта и останки других животных 19 видов, в том числе северного оленя, песца, медведя, волка, зайца, лошади, зубра, шерстистого носорога. Среди каменных орудий — наконечники копий с боковыми выемками, скребки, примитивные резцы, ножевидные пластины и др. Бердыжские наконечники имеют сходство с наконечниками из Костёнок I, отличаясь от них только несколько более грубой отделкой. Стоянка Бердыж по своему кремнёвому инвентарю напоминает восточнограветтские стоянки Костёнки I, Борщёво I, Гагарино и  Пушкари I. В 1953 году 100—120 метрах к северо-западу от стоянки К. М. Поликарповичем был открыт наиболее ранний культурный слой, который он отнёс к мустьерской эпохе. По мнению В. Д. Будько, здесь совершенно не было типичных для мустье орудий и дисковидных ядрищ.
Стоянки Бердыж, Пушкари 1, Межиричская, Добраничевская, Тимоновка 1, Тимоновка 2, Супонево, Юдиново, Гонцы, Киевокирилловская, Мезинская, Радомышль, Авдеевская и Хотылёво 2 образуют Днепро-Деснинский район охотников на мамонтов.

## Литература

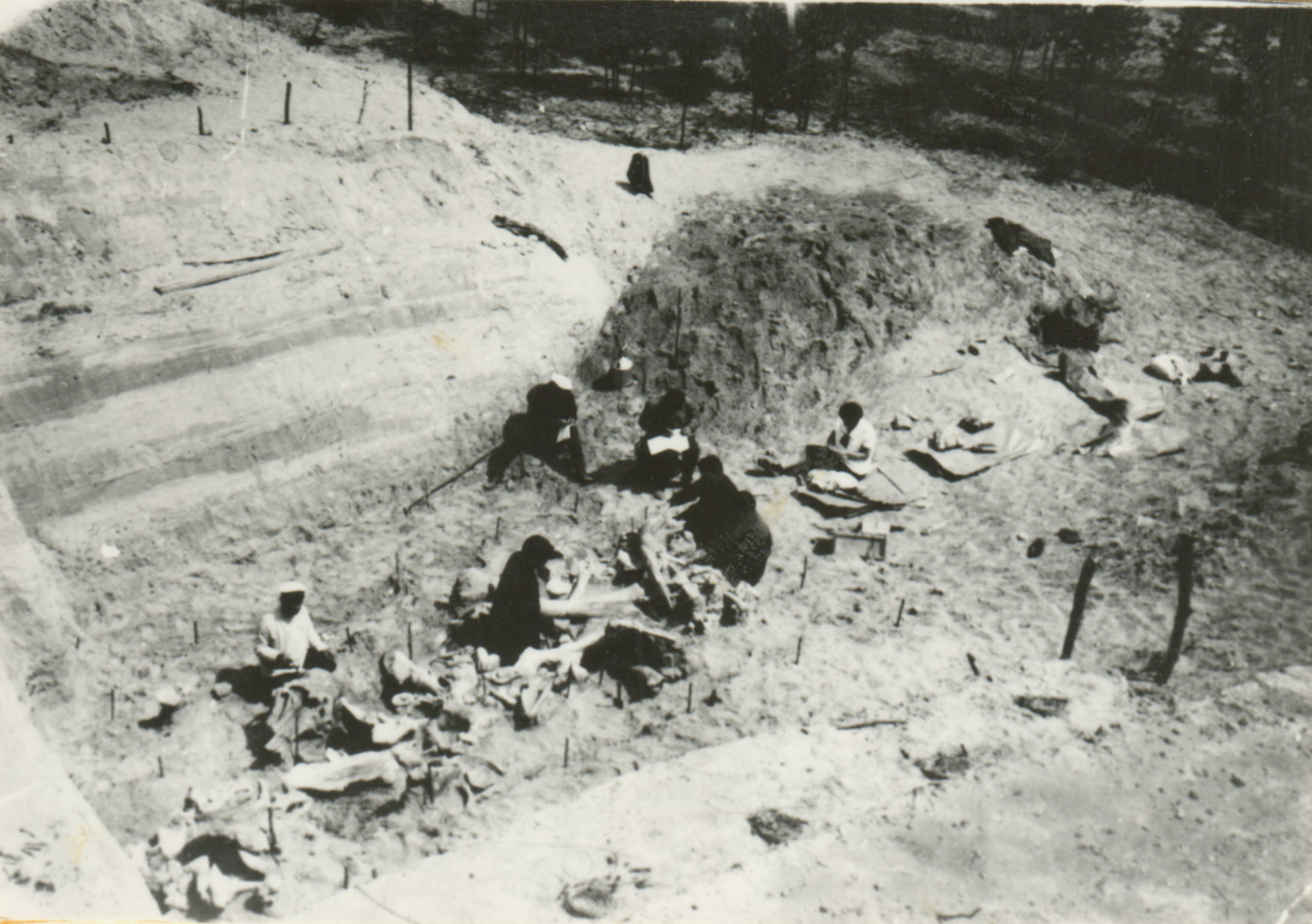
Раскопки палеотической стоянки Бердыж. 1928. Музей истории НАН Беларуси